# Omar Midani
Omar Midani (en árabe: عُمَر مَيْدَانِيّ‎; Damasco, Siria, 26 de enero de 1994) es un futbolista de Siria que juega en las posiciones de defensa central y lateral derecho. Desde 2021 juega con el Al-Nasr Kuwait de la Liga Premier de Kuwait.

## Carrera

### Club
| Periodo   | Club             | Apariciones | Goles |
| --------- | ---------------- | ----------- | ----- |
| 2011–2014 | Al-Wahda Damasco | 39          | 3     |
| 2014–2016 | Al-Minaa SC      | 35          | 1     |
| 2016–2017 | Al-Wahda Damasco | 56          | 4     |
| 2017–2018 | Hatta Club       | 11          | 1     |
| 2018–2019 | Pyramids FC      | 12          | 0     |
| 2019–2020 | Kuwait SC        | 6           | 0     |
| 2020–2021 | Al-Ittihad       | 36          | 4     |
| 2021–     | Al-Nasr Kuwait   | 69          | 2     |

### Selección nacional
Ha estado en el proceso de selecciones nacionales desde la categoría sub-17. Debutó con Siria en 2013 y su primer gol internacional lo anotó el 8 de septiembre de 2015 en la victoria por 6-0 ante Camboya en Phnom Penh por la clasificación de AFC para la Copa Mundial de Fútbol de 2018.

## Logros
- Liga Premier de Siria (1): 2013/14
- Copa de Siria (2): 2012, 2013
- Liga Premier de Kuwait (1): 2019/20
- Copa de la Corona de Kuwait (1):: 2019/20
- Supercopa de Kuwait (1): 2020
- Copa Federación de Kuwait (1): 2021/22